# Los que ayudan a Dios
Los que ayudan a Dios es una telenovela mexicana dirigida por Luis Vega y producida por Valentín Pimstein para la cadena de televisión Televisa en el año 1973. Con una historia original de la argentina Nené Nascallar, la misma de El amor tiene cara de mujer (1971-1973); y adaptación de Mimí Bechelani, Fue protagonizada por Maricruz Olivier, Kitty de Hoyos, Alicia Rodríguez y Norma Herrera interpretando a cuatro amigas que trabajan como voluntarias en un hospital.

## Argumento
Julia, Martha, Elena y Alicia son cuatro jóvenes mujeres que se hacen amigas trabajando en el hospital donde son voluntarias. Cada una arrastra sus propios miedos y conflictos personales en medio del ambiente trágico y deprimente que rodea al hospital.
Julia es un doctora que vive amargada luego que su esposo la abandonara por ser estéril. Diego es uno de los doctores del hospital y se enamora de Julia, pero ella desconfía de él por ser un playboy y tener amoríos con Sonia, una bailarina de ballet. Elena se hace pasar por viuda, pero en realidad es madre soltera que luchó por terminar su carrera de medicina y sacar adelante a su hija Mili. Su vida se complicará cuando llegue al hospital Adriana, una mujer embarazada y enferma de gravedad, quien resulta ser esposa de Gustavo, el gran amor de Elena y padre de su hija. Alicia es viuda y ha criado por sí sola a sus hijos relegando su vida personal, hasta que Horacio Bertiz, el director del hospital, se enamora de ella. Y Martha es una dama de sociedad, rica y orgullosa que fue abandonada por su esposo llevándose a su hija Valeria consigo. Cuando se enamora de un médico más joven que ella y cree que la vida le vuelve a sonreír, su hija regresa a su vida.

## Elenco
- Maricruz Olivier† - Julia del Valle
- Kitty de Hoyos† - Martha
- Alicia Rodríguez - Elena Casabal
- Norma Herrera - Alicia Castro
- Carlos Alberto Badías - Dr. Diego Padilla
- Fernando Luján† - Fernando
- Claudio Obregón† - Gustavo
- Raúl Meraz† - Dr. Horacio Bertiz
- Rafael del Río† - Luis
- Lupita Lara - Mili
- Elsa Cárdenas - Adriana
- Enrique Becker - Mauricio
- Julieta Bracho - Mayra del Valle
- Fernando Mendoza - Esteban Velasco
- Mónica Serna - Sonia
- Rocío Banquells - Valeria
- Ana Lilia Tovar - Mabel
- René Muñoz† - Dr. César Grajales
- Javier Ruán - Daniel
- Alicia Bonet - Isabel
- Dolores Camarillo† - Magda
- Julián Bravo - Daniel
- Fernando Palavicini - Ciro
- José Baviera† - Javier Padilla
- Leopoldo Falcón - Sr. Castro
- Zully Keith - Lola
- Nubia Martí - Ana Lía
- María Martín - Leonor
- Carlitos Argüelles - Toño
- Rubén Rojo† - Darío
- Félix Santaella - Ezequiel
- Tere Colon - Mara (María del Mar)
- Claudia Martel
- Sergio Huerta Mendoza
- Juan Jose Laboriel